# جینجو لی
جینجو لی (به انگلیسی: JinJoo Lee) (زاده ۱۵ نوامبر ۱۹۹۰) موسیقی‌دان آمریکایی است.
او عضو گروه دی‌ان‌سی‌ای است.